# Tunga caecigena
Tunga caecigena är en loppart som beskrevs av Jordan et Rothschild 1921. Tunga caecigena ingår i släktet Tunga och familjen Tungidae. Inga underarter finns listade i Catalogue of Life.